# Condado de Tipperary Sul
O Condado de Tipperary Sul (Tiobraid Árann Theas em irlandês) é um condado da República da Irlanda, na província de Munster, no sul do país. Está separado da outra metade do Condado de Tipperary desde 1898, quando, ainda sob o domínio britânico, os condados tradicionais da Irlanda foram reconhecidos para fins administrativos. Sua capital é Clonmel e aqui também se encontra a cidade de Tipperary.
Os condados vizinhos de Tipperary Sul são Tipperary Norte a norte, Kilkenny a leste, Waterford a sul, Cork a sudoeste e Limerick a oeste.